# Schloss Schernberg

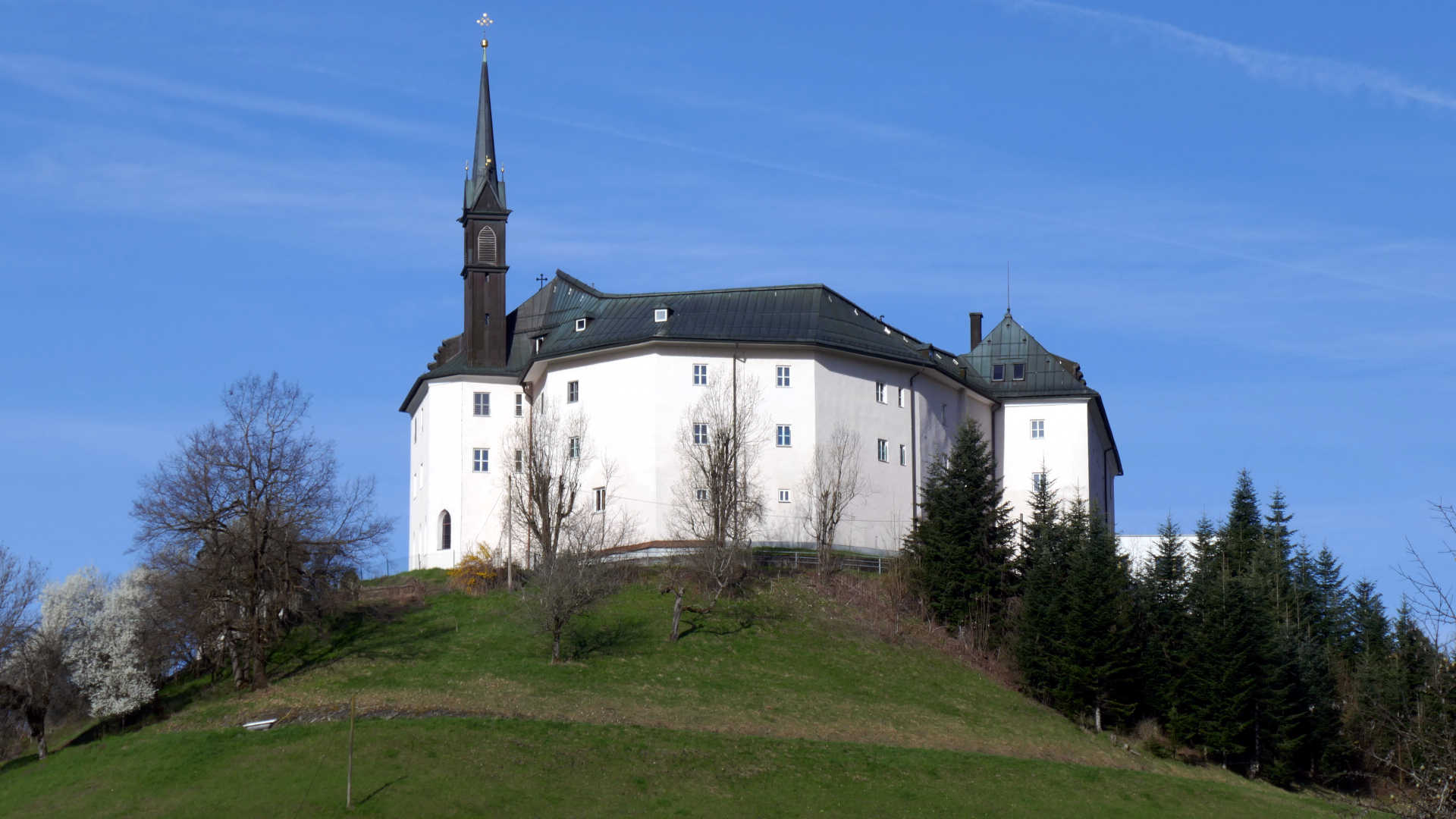
Schloss Schernberg

Das Schloss Schernberg ist ein ehemaliges Burggebäude auf einer Anhöhe oberhalb von Schwarzach im Pongau in Österreich am linken Ufer der Salzach. Heute ist es als St. Vinzenz-Heim ein Wohnheim für Menschen mit Beeinträchtigung der Barmherzigen Schwestern (Töchter der Christlichen Liebe) vom hl. Vinzenz von Paul.

## Geschichte
Die Burg Schernberg wurde 1193 bereits urkundlich im Besitz der Herren von Schernberg als Turm zu Schernperge erwähnt. Diese verkauften 1370 den Turm samt Gütern an die Familie Graf (von Schernberg). Der Pfleger zu Radstadt Christoph Graf und später seine Söhne ließen bis 1550 das Haus zum Schloss umbauen.

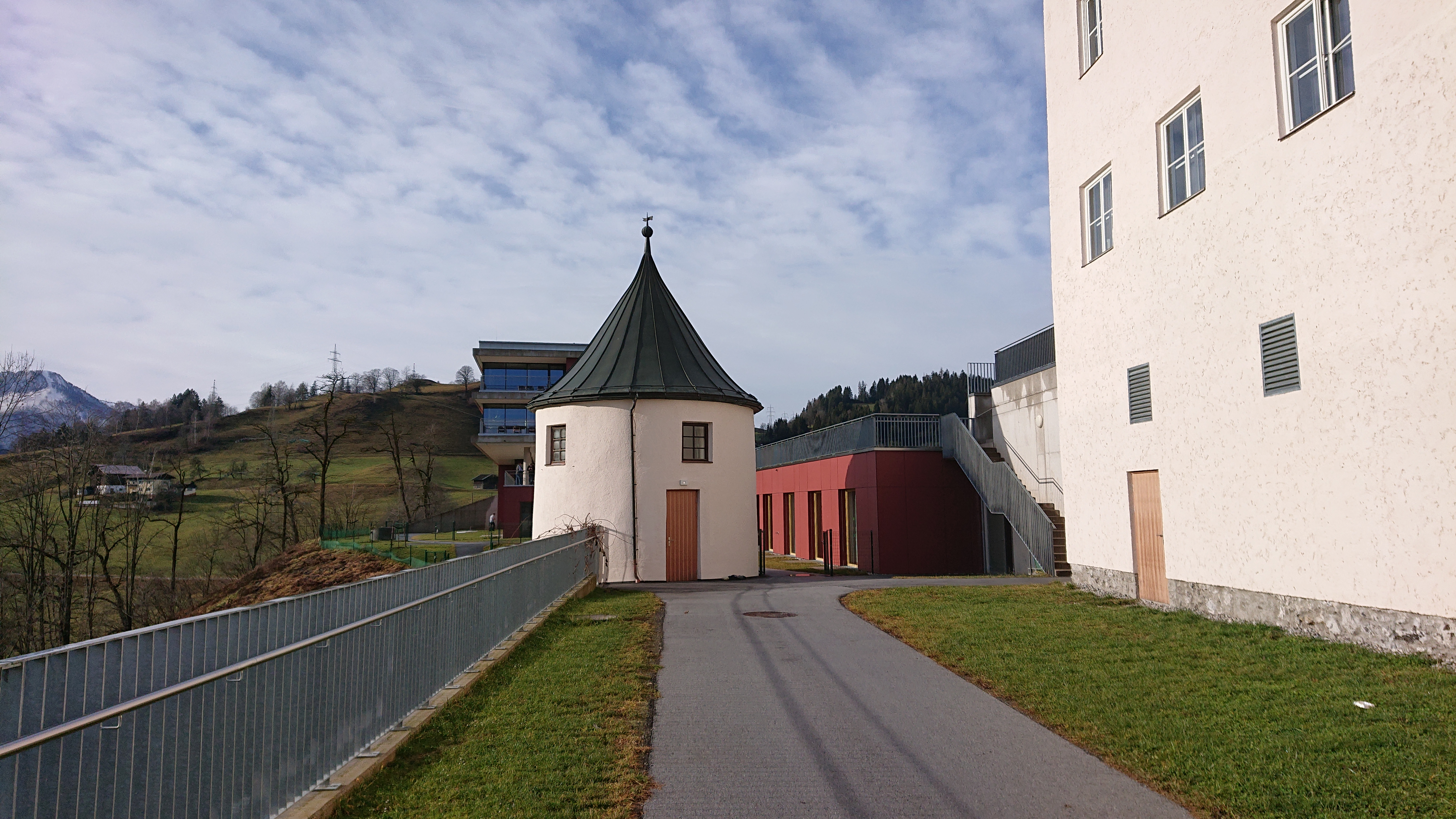

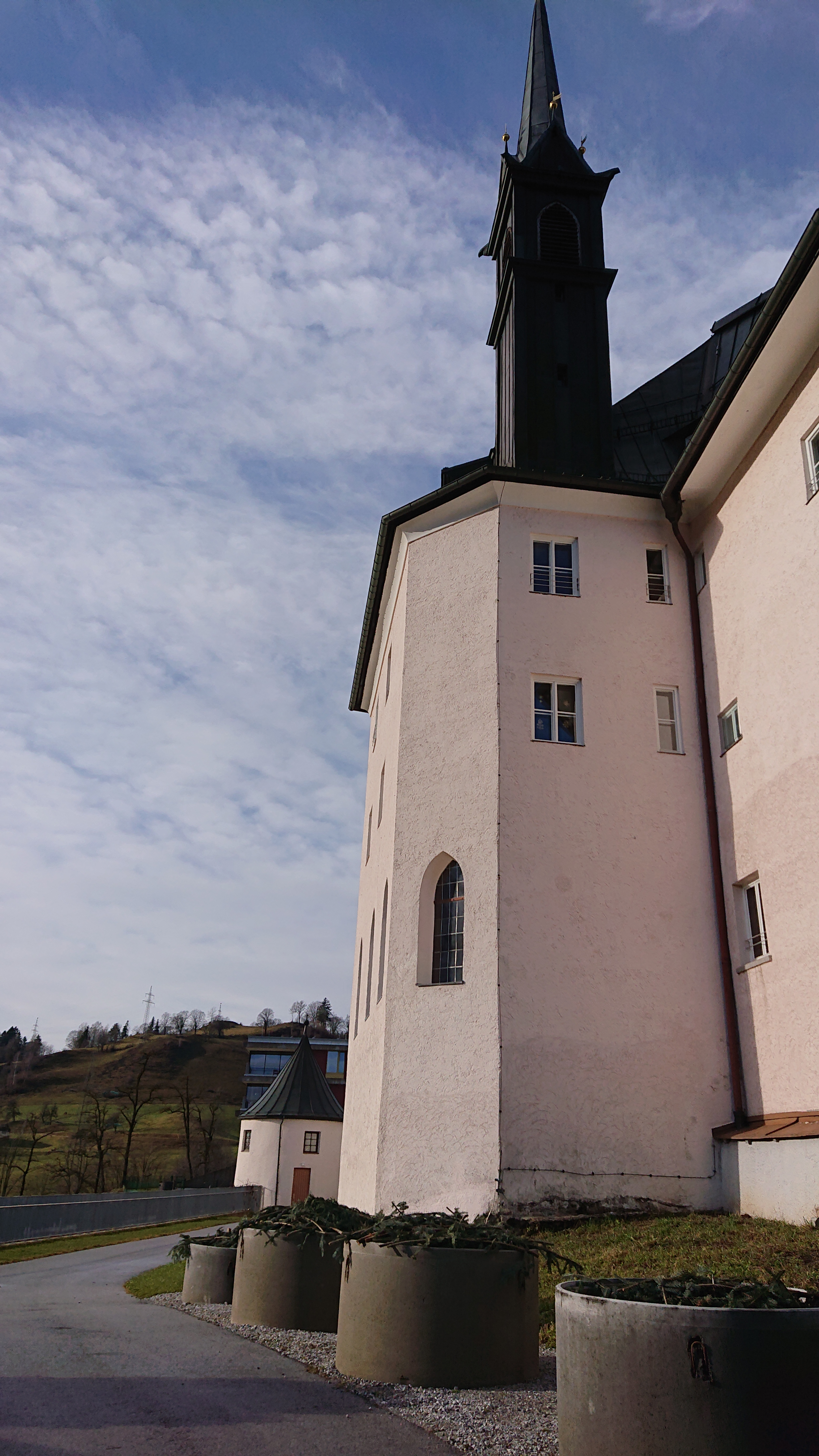

Kardinal Friedrich von Schwarzenberg, Fürsterzbischof von Salzburg, kaufte 1845 das stark verfallene Anwesen und baute es zunächst in eine Brauerei, aber dann bis 1850 in eine Kranken- und Versorgungsanstalt um. Er übergab dieses Schloss dann den Barmherzigen Schwestern Schwarzach, die hier seit 1844 ansässig waren, mit dem ausdrücklichen Wunsch, dass dieses Haus immer ein Pflegeheim für Behinderte und alte Menschen sein solle. 1846 übernahmen 5 Schwestern diese Anstalt, die einmalig für das Land Salzburg war, da es bis dorthin kein psychiatrisches Krankenhaus gab. Erst später, 1898, übernahm die Landesheilanstalt Salzburg Patienten, die eine intensivere psychiatrische Betreuung brauchten.
Während des Ersten Weltkrieges wurden auf Schloss Schernberg 140 Patienten betreut. Die Landwirtschaft, die für die Arbeitstherapie betrieben wurde, diente zur Versorgung, da die Anstalt zu dieser Zeit keine öffentlichen Gelder erhielt.

### Zeit des Nationalsozialismus
Während der Zeit des Nationalsozialismus kam es auf Schloss Schernberg zu Massenabtransporten. 1941 wurden 151 Frauen und Männer gewaltsam abtransportiert und meist nach Niedernhart bei Linz bzw. in das Schloss Hartheim gebracht, wo sie ermordet wurden. Einige Patienten konnten sich in den nahen Wald flüchten. Schwester Anna Bertha Königsegg hat sich für die Behinderten starkgemacht, um sie vor der Vergasung zu retten.
Zitat aus einem Ausstellungstext zur NS-Euthanasie des Landes Salzburg:
„… In den frühen Morgenstunden des 21.4.1941 kam die Gestapo mit vielen Helfern und Helferinnen. Beim Ankleiden und Abtransport der Patienten spielten sich erschütternde Szenen ab, Widerspenstige wurden niedergespritzt. Nach einer Liste wurden 74 Frauen und 41 Männer ausgesucht. Die Gehfähigen trieb man den Berg hinunter, die anderen wurden in kleine Autos gesteckt; denn die großen, schwarz verhängten Autobusse waren den steilen Weg zum Schloss nicht hinaufgekommen und warteten in Schwarzach …“

### Nachkriegszeit
Der Orden der Barmherzigen Schwestern, dessen Mutterhaus heute das Haus St. Maria in Salzburg-Mülln ist, führt im Schloss Schernberg ein Heim für Behinderte. Es dient als differenziertes Tages- und Wohnbetreuungsheim für geistig oder mehrfach beeinträchtigte Menschen. Die meisten Mitarbeiter gehören keinem Orden an.
1993 erfolgte die Umbenennung von Versorgungsanstalt Schernberg in St. Vinzenz-Heim.

## Sonstiges
Die Behinderten dieses Pflegeheims waren auch der Anstoß zum Lyrikband Die Irren – Die Häftlinge von Thomas Bernhard, welcher 1962 in einer Privatdruckerei in Klagenfurt herausgegeben wurde (Zitat: „Ich bin der Sträfling, wenn ich mich nicht irre, meine Kleider sind Sträflingskleider und ich habe doch Sträflingskleider an, nicht wahr?“). Er war während seines Heilstättenaufenthaltes bei Spaziergängen öfter an dieser Pflegeanstalt für geistig und körperlich Behinderte vorbeigekommen.
In der Nähe des Schlosses befindet sich ein Naturdenkmal, ein kleiner Weiher mit einer kleinen Insel darauf.